# 徳川二十八神将
徳川二十八神将（とくがわにじゅうはちしんしょう）は、徳川家康の功臣で日光東照宮に配祀された28人を顕彰した呼称。後世になってから祭り上げられたこともあり、人物名の誤記や混乱が多く見られる。

## 該当者
- 安藤直次
- 井伊直政（徳川四天王）
- 伊奈忠俊
- 伊奈忠政
- 岡部長成
- 大久保忠佐
- 大久保忠教
- 大久保忠世
- 大須賀康高
- 奥平信昌
- 酒井忠次（徳川四天王）
- 酒井正親
- 榊原康政（徳川四天王）
- 菅沼長盈
- 高木正順
- 鳥居元忠
- 内藤家長
- 内藤信成
- 蜂屋貞次
- 服部正綱
- 平岩親吉
- 本多忠勝（徳川四天王）
- 本多康高
- 松平伊忠
- 松平康忠
- 水野勝成
- 米津浄忠
- 渡辺守綱